# Platonija
Platonija (lat. Platonia), biljni rod iz porodice kluzijevki kojemu pripadaju dvije vrste korisnog drveća u tropskoj Južnoj Americi.
Rod je opisan 1829./1832.

## Vrste
1. Platonia esculenta (Arruda) Oken
2. Platonia insignis Mart.

## Sinonimi
- Aristoclesia Coville

## Galerija
- Platonia insignis, plod
- Platonia insignis, plod

## Vanjske poveznice
|  | Zajednički poslužitelj ima još gradiva o temi Platonia |
|  | Wikivrste imaju podatke o taksonu Platonia             |